# Ryszard Hausner
Ryszard Jan Hausner (ur. 9 kwietnia 1868 w Bohorodczanach Starych, zm. 22 grudnia 1925 w Toruniu) – generał brygady Wojska Polskiego, kawaler Orderu Virtuti Militari.

## Życiorys
Ryszard Jan Hausner urodził się 9  kwietnia (3 kwietnia) 1868 roku w Bohorodczanach Starych, w rodzinie Karola i Franciszki. Po ukończeniu gimnazjum w Stanisławowie i Szkoły Kadetów Piechoty w Łobzowie został zawodowym oficerem cesarskiej i królewskiej Armii.
Wielokrotnie odznaczany, m.in.: Order Leopolda III klasy, Order Korony Żelaznej II klasy, Krzyż Wojskowy Karola, Krzyż Zasługi Wojskowej, trzykrotnie medalem Signum Laudis oraz innymi odznaczeniami i medalami pamiątkowymi.
W 1918 wstąpił do Wojska Polskiego. Początkowo, od 23 listopada 1918 do 20 czerwca 1919 (do końca wojny polsko-ukraińskiej), piastował stanowisko dowódcy 2 pułku Strzelców Lwowskich (późniejszy 39 pułk piechoty Strzelców Lwowskich). 7 maja 1919 roku został formalnie przyjęty do Wojska Polskiego z byłej armii austro-węgierskiej, z zatwierdzeniem posiadanego stopnia podpułkownika ze starszeństwem z dniem 1 listopada 1916 roku, i przydzielony do 39 pułku piechoty Strzelców Lwowskich.
Później został inspektorem piechoty przy Dowództwie Okręgu Generalnego „Lwów”. 22 maja 1920 roku został zatwierdzony z dniem 1 kwietnia 1920 roku w stopniu pułkownika, w piechocie, w grupie oficerów byłej armii austriacko-węgierskiej. W okresie od października 1920 do 18 kwietnia 1921 piastował stanowisko dowódcy XX Brygady Piechoty. Od marca 1921 roku dowodził X Brygadą Piechoty, pozostając od 1 czerwca tego roku oficerem nadetatowym 39 pp. Był też zastępcą dowódcy 6 Dywizji Piechoty. Z dniem 1 grudnia 1921 roku został przeniesiony w stan spoczynku z prawem noszenia munduru. 12 grudnia tego roku został powołany do służby czynnej i przydzielony do rezerwy oficerów sztabowych przy Dowództwie Okręgu Korpusu Nr VI.
W 1922 roku pełnił funkcję dowódcy piechoty dywizyjnej 4 Dywizji Piechoty w Toruniu. 16 stycznia 1923 roku Prezydent RP „w uznaniu zasług” mianował go z dniem 1 stycznia 1923 roku generałem brygady w stanie spoczynku.
26 października 1923 Prezydent RP Stanisław Wojciechowski zatwierdził go w stopniu generała brygady.
Zmarł we wtorek 22 grudnia 1925 w Toruniu, „po krótkich a ciężkich cierpieniach”. W czwartek 24 grudnia 1925 roku został pochowany na cmentarzu wojskowym w Toruniu. Mowę pożegnalną wygłosił dowódca 4 Dywizji Piechoty, generał brygady Ferdynand Zarzycki. Później zwłoki generała zostały przeniesione na Cmentarz Obrońców Lwowa we Lwowie (kwatera XXI, miejsce 1878). Nagrobek Ryszarda Hausnera został wpisany przez Instytut Pamięci Narodowej do ewidencji grobów weteranów walk o Wolność i Niepodległość Polski.

## Ordery i odznaczenia
- Krzyż Srebrny Orderu Wojskowego Virtuti Militari nr 5259 - 21 marca 1922 roku[20]
- Krzyż Walecznych[4]